# Centristas por Europa
Centristas por Europa (en italiano: Centristi per l'Europa, abreviado CpE) es un partido político italiano de centro, fundado en febrero de 2017 de una escisión de la Unión de Centro. Su líder es Pier Ferdinando Casini.